# L13-FC
53°17′03″ пн. ш. 4°12′34″ сх. д. / 53.284167° пн. ш. 4.209556° сх. д.
L13-FC — газове родовище у нідерландському секторі Північного моря, приблизно за 50 км від Ден-Гелдера.

## Опис
Відкрите у 1984 році внаслідок спорудження свердловини L13-6. Поклади вуглеводнів виявили на глибині 3220 метрів під морським дном у відкладеннях групи Rotliegend (пермський період). Колектори — пісковики, що виникли зі сформованих в умовах пустельного клімату дюн. Газоматеринськими породами є відкладення кам'яновугільного періоду.
Розробка родовища відбувається за допомогою встановленої у 1986 році платформи L13-FC-1. Вона складалась із двох частин з'єднаних містком та призначалась для розміщення як обладнання з підготовки газу, так і фонтанних арматур. Монтаж платформи з метою оптимізації витрат здійснили за один захід, коли попередньо зібрану конструкцію встановив плавучий кран великої вантажопідйомності Hermod. Для здійснення розробки повторно освоїли дві розвідувальні свердловини та пробурили дві нові, котрі досягли глибини 4175 та 4032 метрів відповідно. Крім того, з платформи L13-FC-1 через свердловину L13-FC-105 провадилась розробка дуже дрібного родовища-сателіта L13-FB (відкрите у тих саме відкладеннях групи Rotliegend розвідувальною свердловиною L13-2, спорудженою ще в 1975 році).
Також до L13-FC-1 підключили:
- у 1988 році дистанційно керовану платформу L13-FD-1, з якої через три свердловини розробляли родовища L13-FD (виявлене у 1985-му свердловиною L13-FD-101) та L13-FF (відкрите у 1986-му свердловиною L13-9);
- в 1989-му платформу родовища L13-FE;
- у 1995-му підводну установку L13-FH-1, за допомогою якої облаштували родовище L13-FH.
На платформі відбувалась осушка природного газу, при цьому вилучена вода зливалась у море, а конденсат повертався назад у газ для транспортування по трубопроводу довжиною 15 км та діаметром 450 мм до платформи K15-FA-1 на родовищі K15-FA.
Роботу платформи L13-FC-1 обслуговували 20 осіб. З метою скорочення витрат в 2016 році провели роботи з часткової демобілізації об'єкту. Тепер газ без осушки подається одразу на платформу K15-FA-1.
У 2013 році судно для проведення внутрішньосвердловинних операцій Seajack Kraken відвідало платформу L13-FD-1, на якій провело роботи з колтюбінгу задля повторного запуску в експлуатацію трьох свердловин.
Станом на початок 2015 року з родовища L13-FC видобули 13 млрд м3 газу (крім того, з L13-FD — 1,5 млрд м3, L13-FF — 0,4 млрд м3, L13-FH — 0,6 млрд м3).